# 犬童賴安
犬童賴安（いんどう よりやす，1521年—1606年12月6日），日本戰國時代及江戶時代初期的武將。相良氏家臣。出家後號為傳心，還俗後再出家號為休矣。

## 生涯
大永元年（1521年）出生，肥後國南部大名相良氏家臣犬童重安之子。
犬童一族參與大永4年（1524年）相良長定的謀反，後於享祿3年（1530年）自犬童長廣以下一族大半被殺害，賴安（熊徳丸）由於年僅10歲，因出家被饒過一命。天文14年（1545年）慫恿相良治賴叛變攻擊相良家本家，戰敗後逃亡，於各地修行。
弘治2年（1556年），獲得許可回歸相良氏的家臣，擔任上村地頭職務。永祿2年（1559年）於獺野原之戰建立軍功，天正5年（1577年）3月與深水下總守賴延交接後，成為水俣城城主。天正9年（1581年），島津氏進攻水俣城時，籠城抵抗。當時賴安與敵將新納忠元有連歌應酬的往返（忠元、賴安分別將歌詠的內容，以弓箭射入對方營地）。
之後相良氏降服於島津氏，主君相良義陽受命出征阿蘇氏，但於響野原之戰陣亡。賴安於是盡力輔佐繼位的相良賴房，與島津氏共同侵攻豐後國。相良氏臣屬豐臣秀吉後，再度獲得獨立。賴安此時擔任賴房的奉行，與嫡子賴兄一起輔佐賴房。賴房於文祿・慶長之役渡海作戰時，賴安負責留守，但領地爆發梅北一揆，雖然同情首謀者梅北国兼，但為了主家存續及跟隨秀吉的必要性等因素考量，仍然出兵討伐一揆。
慶長11年（1606年）病死。葬於富ヶ尾山。7個家臣殉死，這些家臣是當時在水俣城與新納忠元對峙時寢返而來的。